# Хайдаков, Саид Магомедович
Саи́д Магоме́дович Хайда́ков (1917, Кумух, Казикумухский округ, Дагестанская область, Российская империя — 1986, Москва, РСФСР, СССР) — советский лингвист, филолог-дагестановед, доктор филологических наук, исследователь лакского языка. По национальности лакец.

## Биография
Уроженец села Кази-Кумух. 1953 год — защита кандидатской диссертации. 1970 год — защита докторской диссертации. Долгие годы С. Хайдаков плодотворно работал в Отделе кавказских языков Института языкознания РАН, а также являлся одним из организаторов и активных участников дагестанского землячества в Москве.

## Основные работы
- Лакско-русский словарь. Москва. Государственное издание национальных и иностранных словарей. 1962.
- Фамильные имена, образованные от топонимов и нарицательных слов (на материале латинского языка). Этнография имен : [сб. ст.] / Акад. наук СССР, Ин-т этнографии им. Н. Н. Миклухо-Маклая; [отв. ред. В. А. Никонов, Г. Г. Стратанович]. — М. : Наука, Гл. ред. вост. лит., 1971.
- Система глагола в дагестанских языках. М., 1975.
- Сравнительно-сопоставительный словарь дагестанских языков. М., 1973.
- Принципы именной классификации в дагестанских языках, М., 1980.
- Очерки по лексике лакского языка, Махачкала, 1961.
- Очерки по лакской диалектологии. 1966.